# سورن اوسیپیان
سورن آرتاشسی اوسیپیان (ارمنی: Սուրեն Արտաշեսի Օսիպյան؛ ۲۸ اوت ۱۹۳۱ - ۲۴ مارس ۲۰۱۹) حقوقدان و استاد دانشگاه اهل ارمنستان بود که از تاریخ ۱۹۷۱ تا تاریخ ۱۹۸۸ سمت دادستان کل جمهوری ارمنستان را برعهده داشت.

## زندگی‌نامه
وی در ۲۸ اوت ۱۹۳۱ در شکی به دنیا آمد و از دانشکده حقوق دانشگاه دولتی ایروان فارغ‌التحصیل گشت. وی برنده جوایزی همچون نشان دوستی خلق و نشان پرچم سرخ کار شد. وی در ۲۴ مارس ۲۰۱۹ در سن ۸۷ سالگی در مسکو درگذشت.